# Друга фонтенблоовска школа
Друга фонтенблоовска школа је уметничка школа настала у време декоративног препорода током владавине Анрија IV Француског. Трајала је од око 1590. до око 1610. и била је мањих домета од прве фонтенблоовске школе.